# Psí kožešina

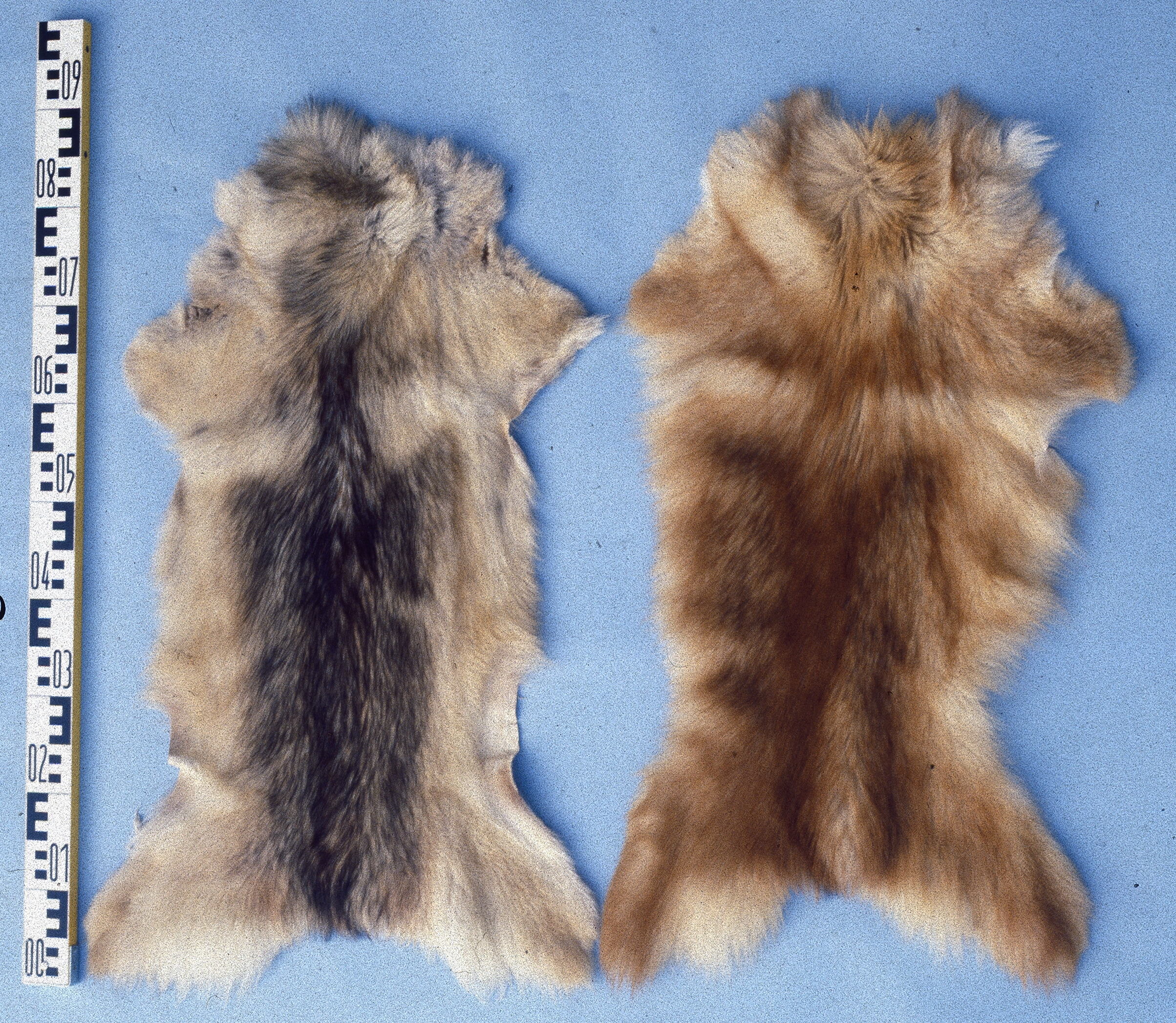
Kožešina psů pocházejících z Koreje

Psí kožešina je kožešina psa domácího. Největším producentem psích kožešin jsou země Jihovýchodní a Východní Asie, odkud je psí kožešina importována do celého světa. Z Číny a okolních zemí pochází 80 % veškeré psí kožešiny. Psi určení pro kožkování jsou přitom zabíjeni zvlášť krutými způsoby, jsou ubíjeni, svazování drátem, vykrvováni a stahováni zaživa.. Výrobky ze psí kožešiny jsou prodávány pod falešnými názvy, neoznačené nebo i oficiálně, a to i v České republice – v roce 2009 odhalila Česká obchodní inspekce v 11 obchodech s kožešinami z 25 kontrolovaných výrobky ze psích nebo kočičích kůží. A to i přesto, že od roku 2007 platí v celé Evropské unii zákaz dovozu psích kožešin a jejich uvádění na trh.